# 李光度
李光度，隋朝末年唐朝初年民变领袖，桂州（今广西桂林市）人。
隋文帝末年，李光度的哥哥李光仕举兵作乱，隋文帝令周法尚与上柱国王世积讨伐。周法尚桂州，征发岭南兵，王世积出岳州，征岭北军，会师尹州。李光仕来战，将他们击退。王世积所部多遇烟瘴，不能进军，停在衡州，周法尚独自征讨。李光仕率领劲兵退守白石洞，周法尚擒获其弟李光略、李光度，追斩李光仕。隋炀帝末年，岭南酋长李光度割据一方，为永平郡守。唐高祖武德初年，李袭志密约李光度暗中图谋归唐。李靖平定萧铣，至桂州，派人分道招抚，冯盎、李光度、宁长真等人都派子弟来谒见，李靖承制授其官爵。武德七年（624年）六月十三辛亥日，泷州、扶州獠人作乱，唐高祖派遣南尹州都督李光度等人进击并平定了叛乱。